# Ballad of Easy Rider
| 전문가 평가                   | 전문가 평가  |
| 평가 점수                     | 평가 점수    |
| 출처                          | 점수         |
| ----------------------------- | ------------ |
| Allmusic                      | [ 1 ]        |
| Robert Christgau              | B+           |
| Encyclopedia of Popular Music | [ 3 ]        |
| Rolling Stone                 | (favourable) |
| Blender                       | [ 5 ]        |

《Ballad of Easy Rider》는 미국의 록 밴드 버즈의 여덟 번째 스튜디오 음반으로, 1969년 11월 10일, 컬럼비아 레코드에서 발매되었다. 이 음반의 이름은 버즈의 기타리스트이자 가수인 로저 맥귄(밥 딜런의 도움을 받아)이 1969년 영화 《이지 라이더》의 주제곡으로 쓴 곡 〈Ballad of Easy Rider〉에서 따왔다. 타이틀은 또한 영화의 상업적 성공을 활용하기 위한 시도로 선택되었지만 음반에 수록된 대부분의 음악은 그것과 관련이 없었다. 그럼에도 불구하고 《이지 라이더》와의 연관성은 버즈의 대중적 인지도를 높였고, 결과적으로 《Ballad of Easy Rider》는 미국에서 2년 동안 밴드의 가장 높은 차트 음반이 되었다.
이 음반은 빌보드 200 차트에서 36위, 영국 음반 차트에서 41위로 정점을 찍었다. 타이틀곡은 1969년 10월에 선행 싱글로 발매되어 빌보드 핫 100 차트에서 중간 정도의 성공을 거두었다. 1969년 12월에 발매된 두 번째 싱글 〈Jesus Is Just Alright〉는 빌보드 핫 100에서 97위에 그쳤다.
이 음반은 비록 존 요크가 완성된 직후 해고될 것이지만, 버즈의 로저 맥귄, 클래런스 화이트, 진 파슨스, 요크 라인업에 의해 녹음된 두 번째 음반이었다. 발매되자마자, 《Ballad of Easy Rider》는 엇갈린 평가를 받았지만, 오늘날은 그들의 경력 후반부부터 밴드의 더 강력한 음반 중 하나로 여겨진다.

## 배경
《Ballad of Easy Rider》의 녹음 세션은 1965년 동안 버즈의 프로듀서로도 일했던 테리 멜처가 그들의 《Mr. Tambourine Man》과 《Turn! Turn! Turn!》 음반에 프로듀싱했다. 밴드는 이전 음반인 《Dr. Byrds & Mr. Hyde》와 최근 싱글 〈Lay Lady Lay〉에서 밥 존스턴의 프로듀싱에 대한 불만 때문에 멜처와 다시 작업하기로 결정했다.  멜처는 음반 제작을 위한 밴드의 초대를 수락한 것이 기뻤지만, 그의 한 가지 조건은 1965년 그룹의 원래 매니저였던 짐 딕슨과 겪었던 갈등이 반복되기를 바라지 않고 버즈를 위한 관리 의무도 맡겠다는 것이었다. 멜처가 프로듀서의 의장으로 돌아온 것은 버즈의 프로듀서로서의 첫 임기보다 훨씬 더 긴 1971년 《Byrdmaniax》까지 지속될 밴드와의 연합을 시작했다.

## 곡 목록
| #  | 제목                     | 작사·작곡                               | 재생 시간 |
| -- | ------------------------ | --------------------------------------- | --------- |
| 1. | 〈Ballad of Easy Rider〉 | 로저 맥귄, 밥 딜런                      | 2:01      |
| 2. | 〈Fido〉                 | 존 요크                                 | 2:40      |
| 3. | 〈Oil in My Lamp〉       | 민요, 진 파슨스, 클래런스 화이트 (편곡) | 3:13      |
| 4. | 〈Tulsa County Blue〉    | 파멜라 폴랜드                           | 2:49      |
| 5. | 〈Jack Tarr the Sailor〉 | 민요, 맥귄 (편곡)                       | 3:31      |

| #  | 제목                                    | 작사·작곡                           | 재생 시간 |
| -- | --------------------------------------- | ----------------------------------- | --------- |
| 1. | 〈Jesus Is Just Alright〉               | 아서 리드 레이놀즈                  | 2:10      |
| 2. | 〈It's All Over Now, Baby Blue〉        | 딜런                                | 4:53      |
| 3. | 〈There Must Be Someone〉               | 번 고스틴, 캐시 고스틴, 렉스 고스틴 | 3:29      |
| 4. | 〈Gunga Din〉                           | 파슨스                              | 3:03      |
| 5. | 〈Deportee (Plane Wreck at Los Gatos)〉 | 우디 거스리, 마틴 호프만            | 3:50      |
| 6. | 〈Armstrong, Aldrin and Collins〉       | 지크 매너즈, 스콧 실리              | 1:41      |